# Okni No. II
Okni No. II è una suddivisione dell'India, classificata come census town, di 8.203 abitanti, situata nel distretto di Hazaribag, nello stato federato del Jharkhand. In base al numero di abitanti la città rientra nella classe V (da 5.000 a 9.999 persone).

## Geografia fisica
La città è situata a 23° 59' 59 N e 85° 21' 11 E.

## Società

### Evoluzione demografica
Al censimento del 2001 la popolazione di Okni No. II assommava a 8.203 persone, delle quali 4.391 maschi e 3.812 femmine. I bambini di età inferiore o uguale ai sei anni assommavano a 1.129, dei quali 611 maschi e 518 femmine. Infine, coloro che erano in grado di saper almeno leggere e scrivere erano 6.374, dei quali 3.554 maschi e 2.820 femmine.